# Mum (série télévisée)
Pour les articles homonymes, voir Mum (homonymie).
Cet article concerne la sitcom britannique. Pour la sitcom américaine CBS, voir Mom (série télévisée)
Mum est une sitcom britannique écrite par Stefan Golaszewski qui se déroule en trois saisons de 6 épisodes de 30 minutes, diffusées de 2016 à 2019.
La série est centrée sur Cathy (interprétée par Lesley Manville), une femme de 59 ans qui vient de perdre son mari, et sa famille, quelque peu envahissante.
On peut dire qu'elle correspond au style de la satire sociale, dont la protagoniste centrale est le seul personnage qui ne souhaite pas éviter sa catégorie humaine, plongeant les autres dans leur sort caricatural, et s'abandonnant encore plus vite et sans lutte dans la caricature de la sexagénaire caractérisée par son veuvage. Elle en devient spectatrice des travers humains presents dans les traits de son entourage, et ne perdant pas espoir dans l'amour cependant, elle nous invite à limiter le pathétique de l'existence, au profit du romantisme, par sa bienveillance et sa patience. 

## Synopsis
Chaque épisode porte le nom d'un mois civil de l'année, sauf la troisième saison qui se déroule sur une seule semaine.
Outre Cathy, la série présente sa famille proche : son fils Jason et sa petite amie Kelly, le frère de Cathy, Derek et sa nouvelle partenaire, Pauline, les beaux-parents de Cathy, et Michael (joué par Peter Mullan), un vieil ami de Cathy.

## Diffusion
En octobre 2017, une deuxième et une troisième saison ont été commandées. La deuxième saison a été diffusée pour la première fois le 20 février 2018. Lisa McGrillis a révélé que la troisième saison serait la dernière. La troisième saison a été diffusée le 15 mai 2019.
À l'international, la série a été diffusée sur BBC First le 11 octobre 2016. La série a été diffusée en Nouvelle-Zélande sur TVNZ 1 le 20 juillet 2016. La première américaine était le 1er juillet 2018 sur PBS. La saison 3 a été diffusée sur BBC2 les mercredis soirs à partir du 15 mai 2019, bien que les six épisodes de la série aient été diffusés à la fois sur BBC iPlayer la même nuit que le premier épisode.
En France, la série est diffusée sur Arte TV.

## Réception critique
La série a été saluée pour sa finesse, son humour et son décalage. La subtile idylle entre Cathy et Michael, entourés par une famille très souvent insupportable à tous points de vue, est servie habilement par les acteurs et la réalisation.
- Dans Télérama, Sébastien Mauge déclare  : « C’est un petit miracle, un bijou d’écriture, un sommet de bienveillance dépourvu de mièvrerie. Dans “Mum”, Stefan Golaszewski réussit cet équilibre entre rires et larmes, en traquant dans leur quotidien, avec un farouche souci de vérité, les émotions de ses personnages, une veuve lumineuse et son entourage un peu paumé. »[3].
- Sur France Inter, Dorothée Barba déclare : « Il est assez rare, je dois dire, de détester autant des personnages secondaires ! Et c’est l’un des charmes de cette série : on est épaté par la patience de cette femme. Son tact est so british ! »[4].

## Distribution
- Lesley Manville : Cathy Bradshaw
- Peter Mullan : Michael
- Sam Swainsbury : Jason
- Lisa McGrillis : Kelly
- Dorothy Atkinson : Pauline
- Ross Boatman : Derek
- Karl Johnson : Reg
- Marlene Sidaway : Maureen

## Épisodes
| Saison | Saison | Nombre d'épisodes | Nombre d'épisodes | Diffusion originale | Diffusion originale |
| Saison | Saison | Nombre d'épisodes | Nombre d'épisodes | du                  | au                  |
| ------ | ------ | ----------------- | ----------------- | ------------------- | ------------------- |
| 1      | 1      | 6                 | 6                 | 13 mai 2016         | 17 juin 2016        |
| 2      | 2      | 6                 | 6                 | 20 février 2018     | 27 mars 2018        |
| 3      | 3      | 6                 | 6                 | 15 mai 2019         | 19 juin 2019        |

### Saison 1 (2016)
| No dans l'ensemble                                                                                | No épisode | Titre    | Dirigé par     | Écrit par          | Date de première diffusion | Téléspectateurs britanniques (millions) |
| ------------------------------------------------------------------------------------------------- | ---------- | -------- | -------------- | ------------------ | -------------------------- | --------------------------------------- |
| 1                                                                                                 | 1          | Janvier  | Richard Laxton | Stefan Golaszewski | 13 mai 2016                | 1,37                                    |
| La famille de Cathy se réunit chez elle le jour des funérailles de son mari.                      |            |          |                |                    |                            |                                         |
| 2                                                                                                 | 2          | Février  | Richard Laxton | Stefan Golaszewski | 20 mai 2016                | 1,19                                    |
| C'est la première Saint-Valentin de Cathy sans son mari, et sa famille vient lui tenir compagnie. |            |          |                |                    |                            |                                         |
| 3                                                                                                 | 3          | Mai      | Richard Laxton | Stefan Golaszewski | 27 mai 2016                | 0,82                                    |
| La famille aide Cathy à nettoyer son garage.                                                      |            |          |                |                    |                            |                                         |
| 4                                                                                                 | 4          | Août     | Richard Laxton | Stefan Golaszewski | 3 juin 2016                | 0,80                                    |
| Cathy se prépare à aller déjeuner avec un nouvel ami.                                             |            |          |                |                    |                            |                                         |
| 5                                                                                                 | 5          | Octobre  | Richard Laxton | Stefan Golaszewski | 10 juin 2016               | 0,87                                    |
| Kelly a peur de déménager en Australie, et Michael et Derek se remettent d'une soirée.            |            |          |                |                    |                            |                                         |
| 6                                                                                                 | 6          | Décembre | Richard Laxton | Stefan Golaszewski | 17 juin 2016               | 0,93                                    |
| Cathy organise une fête du Nouvel An.                                                             |            |          |                |                    |                            |                                         |

### Saison 2 (2018)
En juin 2016, la BBC a annoncé qu'une deuxième série avait été commandée.
| No dans l'ensemble | No épisode | Titre     | Dirigé par         | Écrit par          | Date de première diffusion | Téléspectateurs britanniques (millions) |
| --- | ---------- | --------- | ------------------ | ------------------ | -------------------------- | --------------------------------------- |
| 7 | 1          | Mars      | Stefan Golaszewski | Stefan Golaszewski | 20 février 2018            | N / A                                   |
| C'est le 60e anniversaire de Cathy et pour célébrer la famille, nous allons déjeuner.                                                  |            |           |                    |                    |                            |                                         |
| 8 | 2          | Avril     | Stefan Golaszewski | Stefan Golaszewski | 27 février 2018            | N / A                                   |
| C'est le dimanche de Pâques et Cathy et Michael ont l'intention de dégager ensemble la pièce avant. Jason et Kelly ont d'autres idées. |            |           |                    |                    |                            |                                         |
| 9 | 3          | Juin      | Stefan Golaszewski | Stefan Golaszewski | 6 mars 2018                | N / A                                   |
| Nous sommes au début de l'été et Cathy a invité tout le monde autour d'un barbecue. Pauline et Derek amènent sa fille punk, Danielle.  |            |           |                    |                    |                            |                                         |
| 10 | 4          | Juillet   | Stefan Golaszewski | Stefan Golaszewski | 13 mars 2018               | N / A                                   |
| Kelly et Jason partent tôt en vacances. Michael a eu une mauvaise nuit.                                                                |            |           |                    |                    |                            |                                         |
| 11 | 5          | Septembre | Stefan Golaszewski | Stefan Golaszewski | 20 mars 2018               | N / A                                   |
| Maureen est à l'hôpital. Cathy voit Michael pour la première fois depuis des mois.                                                     |            |           |                    |                    |                            |                                         |
| 12 | 6          | Novembre  | Stefan Golaszewski | Stefan Golaszewski | 27 mars 2018               | N / A                                   |
| Cathy fait un feu de joie. Michael passe à autre chose mais Cathy a quelque chose à lui dire.                                          |            |           |                    |                    |                            |                                         |

### Saison 3 (2019)
| No dans l'ensemble | No épisode | Titre    | Dirigé par         | Écrit par          | Date de première diffusion | Téléspectateurs britanniques (millions) |
| --- | ---------- | -------- | ------------------ | ------------------ | -------------------------- | --------------------------------------- |
| 13 | 1          | Lundi    | Stefan Golaszewski | Stefan Golaszewski | 15 mai 2019                | N / A                                   |
| Cathy et sa famille se réunissent dans une maison à la campagne pour l'anniversaire de Derek.                                             |            |          |                    |                    |                            |                                         |
| 14 | 2          | Mardi    | Stefan Golaszewski | Stefan Golaszewski | 22 mai 2019                | N / A                                   |
| Une gueule de bois Cathy reconstitue les événements de la nuit précédente. Kelly souffre de nausées matinales.                            |            |          |                    |                    |                            |                                         |
| 15 | 3          | Mercredi | Stefan Golaszewski | Stefan Golaszewski | 29 mai 2019                | N / A                                   |
| La famille s'apprête à quitter la maison pour une promenade à la campagne. Jason confronte Michael à propos de ses sentiments pour Cathy. |            |          |                    |                    |                            |                                         |
| 16 | 4          | Jeudi    | Stefan Golaszewski | Stefan Golaszewski | 5 juin 2019                | N / A                                   |
| Après un repas, Pauline a trop bu. Cathy réconforte Jason.                                                                                |            |          |                    |                    |                            |                                         |
| 17 | 5          | Vendredi | Stefan Golaszewski | Stefan Golaszewski | 12 juin 2019               | N / A                                   |
| Il pleut et la famille est coincée à l'intérieur. Cathy cherche à parler à Jason de sa relation avec Michael.                             |            |          |                    |                    |                            |                                         |
| 18 | 6          | Samedi   | Stefan Golaszewski | Stefan Golaszewski | 19 juin 2019               | N / A                                   |
| Le jour de la fête de Derek arrive et Cathy décide de se mettre en premier pour une fois.                                                 |            |          |                    |                    |                            |                                         |

## Production
Les plans intérieurs de la maison de Cathy pour les saisons 1 et 2 ont été filmés aux West London Film Studios.